# Felicia Day
Kathryn Felicia Day, född 28 juni 1979 i Huntsville i Alabama, är en amerikansk skådespelerska, manusförfattare och producent. Hon har bland annat gjort rollen som "Vi" i den kultförklarade TV-serien  Buffy och vampyrerna, "Penny" i Joss Whedons internetmusikal Dr. Horrible's Sing-Along Blog. Hon har även huvudrollen i den webbaserade serien The Guild, vilken hon har skapat, författat och producerat. Day har också haft roller i filmer som Bring It On Again och June, samt mindre roller i TV-serier som House, Dollhouse och Supernatural.

## Bakgrund
Felicia Days far var läkare i det militära och familjen flyttade därför runt mycket i södra USA. Som en följd av detta hemundervisades hon. Vid tre års ålder började hon spela violin, något som hon menar att hon blivit bättre på än något annat i sitt liv, även om hon numera inte har tid att träna regelbundet. Hon började också att dansa balett, sjunga och spela teater tidigt. Vid sexton års ålder började hon vid University of Texas. Hon tog examen i matematik och violinspel som den högst rankade studenten i sin avgångsklass. Kort därefter flyttade hon till Los Angeles för att fullfölja sin dröm att bli skådespelare.

## Karriär
Day fick först småroller i TV-serier och filmproduktioner, liksom i reklamfilmer innan hon fick rollen som Vi i Buffy och vampyrerna 2002, en roll som hon räknar som sitt genombrott. Efter sin roll i Buffy har hon haft biroller i TV-serier som House, Monk, Strong Medicine, Supernatural och Dollhouse. Hon har också haft huvudroller i filmer som June, Bring It On Again och Warm Springs. Den sistnämnda vann en Emmy.
År 2007 skapade hon webbproduktionen The Guild, en webbaserad TV-serie om en grupp MMORPG-spelare, där man inte får veta vilket spel det är de spelar eftersom alla ska kunna identifiera sig med det, samt av upphovsrättsliga skäl. Hennes eget MMORPG-spelande började när hon var arbetslös och uttråkad mellan olika skådespelarjobb. Hon började att spela World of Warcraft för att fördriva tiden, ett intresse som inspirerade skapandet av serien. The Guild sändes först på Youtube och Xbox live, då Microsoft började sponsra serien efter de två första avsnitten. Därefter har den publicerats på sin egen hemsida och på MSN. The Guild blev omedelbart en succé och vann bland annat "Greenlight Award for Best Original Digital Series Production" på South by Southwest-festivalen, en "Youtube Video Award" för bästa serie och en "Yahoo! Video Award" för bästa serie. 2009 vann serien ett antal "Streamy Awards". Day fick ett pris som bästa skådespelerska i en komediserie.
The Guild inspirerade Buffys skapare Joss Whedon att skapa en egen miniserie på internet - Dr. Horrible's Sing-Along Blog, i vilken Day fick en av huvudrollerna som Dr Horribles (Neil Patrick Harris) hemliga förälskelse Penny. Dr. Horrible har vunnit ett antal priser och nominerades till en Emmy.

## Filmografi
| År   | Titel                            | Roll              | Noteringar          |
| ---- | -------------------------------- | ----------------- | ------------------- |
| 2000 | Delusional                       | Rollnamn saknas   |                     |
| 2001 | Strings                          | Rollnamn saknas   |                     |
| 2002 | They Shoot Divas, Don't They?    | Call Girl         | TV-film             |
| 2002 | House Blend                      | Pam               | TV-film             |
| 2003 | Backslide                        | Maddie            |                     |
| 2004 | The Mortician's Hobby            | Tiffany           |                     |
| 2004 | Bring It On Again                | Penelope          |                     |
| 2004 | June                             | June Marie Jacobs | Huvudroll i TV-film |
| 2004 | Final Sale                       | Felicia           | Huvudroll           |
| 2005 | Mystery Woman:Vision of a Murder | Emily             | TV-film             |
| 2005 | Warm Springs                     | Eloise Hutchinson | TV-film             |
| 2005 | Short Story Time                 | Felicia           |                     |
| 2006 | God's Waiting List               | Trixie            |                     |
| 2007 | Splitting Hairs                  | Sugar Girl        |                     |
| 2008 | Prairie Fever                    | Blue              |                     |
| 2008 | Dear Me                          | Pipsy             | Huvudroll           |

## TV-serier och internetproduktioner
| År        | Titel                          | Roll              | Noteringar                         |
| --------- | ------------------------------ | ----------------- | ---------------------------------- |
| 2001      | Emeril                         | Cherie            |                                    |
| 2002      | Maybe It's Me                  | Cookie            |                                    |
| 2003      | Buffy och vampyrerna säsong 7  | Vi                | 8 avsnitt                          |
| 2003      | For the People                 | Nicole            |                                    |
| 2004      | One on One                     | Sarah             |                                    |
| 2004      | Strong Medicine                | Jesses vän        |                                    |
| 2005      | Monk                           | Heidi Gefsky      | "Mr. Monk Gets Drunk" / 1 avsnitt  |
| 2006      | Windfall                       | Danielle          | 2 avsnitt                          |
| 2006      | Love, Inc.                     | Natalie           |                                    |
| 2007      | The Guild säsong 1             | Cyd Sherman/Codex | Webbserie / huvudroll              |
| 2008      | House                          | Apple             | "Not Cancer" / 1 avsnitt           |
| 2008      | Legend of Neil                 | Fairy             | Webbserie / 6 avsnitt              |
| 2008      | Dr. Horrible's Sing-Along Blog | Penny             | Joss Whedons webbserie / huvudroll |
| 2008      | The Guild säsong 2             | Cyd Sherman/Codex | Webbserie / huvudroll              |
| 2009      | Roommates                      | Alyssa            | 3 avsnitt                          |
| 2009      | My Boys                        | Heather           | 1 avsnitt                          |
| 2009      | Dollhouse                      | Mag               | 1 avsnitt                          |
| 2011-2015 | Supernatural                   | Charlie Bradbury  | Återkommande roll, 6 avsnitt       |